# Anne-Marie Martin
Anne-Marie Martin (nascida Edmonda Benton; Toronto, 11 de novembro de 1957) é uma atriz e escritora canadense aposentada mais conhecida por interpretar a sargento Dori Doreau na série de comédia televisiva americana Sledge Hammer! de 1986 a 1988, além de seus papéis em vários filmes de terror, como Prom Night (1980) e The Boogens (1981).

## Biografia
Martin nasceu Edmonda Benton em Toronto, Ontário, em 11 de novembro de 1957. Antes de iniciar uma carreira de atriz, trabalhou para o diretor de teatro Hrant Alianak em Toronto, atuando no Theater Passe Muraille.

## Carreira
No início de sua carreira, Martin foi creditada com o nome Eddie Benton, principalmente no mal sucedido piloto / telefilme da série Dr. Strange (1978), pelo qual recebia 2.000 dólares por semana. Posteriormente, apareceu no filme de terror Prom Night (1980), Savage Harvest (1981), The Boogens (1981), e teve uma participação especial no Halloween II (1981); bem como vários papéis de convidados de séries de TV. Entre elas estavam Stella Breed, uma mulher com poderes psicocinéticos em Buck Rogers no episódio "Twiki is Missing", do século XXV, e uma policial que enfrenta uma amputação após lesão no cumprimento do dever de TJ Hooker.
Antes disso, ela apareceu em The Shape of Things to Come (1979), um filme de ficção científica canadense de baixo orçamento que tentou capitalizar a popularidade de Guerra nas Estrelas e Battlestar Galactica. Ela também participou regularmente da curta série Rafferty, de 1977, ao lado de Patrick McGoohan e apareceu no igualmente rápido Time Express, em 1979.
No início dos anos 80, ela apareceu em um episódio Highway to Heaven, no qual ela e Victor French trocavam corpos. De 1982 a 1985, ela apareceu como advogada Gwen Davies na novela Days of Our Lives. Alan Spencer posteriormente a escalou em Sledge Hammer!, como Dori Doreau; ele também escreveu um episódio da série que lhe permitia, se não exatamente mudar de corpo com o Sledge Hammer, pelo menos personificá-lo. Martin apareceu como Doreau na série de 1986 a 1988.

## Vida pessoal
Martin casou-se com o autor Michael Crichton em 1987 (ela teve um pequeno papel no filme de Crichton, Runaway, três anos antes), e após o cancelamento do Sledge Hammer!, aposentou-se da TV e do cinema. Em 1989, eles tiveram uma filha, Taylor-Anne. Martin co-escreveu, com Crichton, o roteiro do filme de 1996 Twister. O casal se separou em 2001 e se divorciou em 2003.
Martin continuou a perseguir seu amor por cavalos e cavalgar de forma competitiva.

## Filmografia

### Filme
| Ano  | Título                     | Personagem                            | Notas                                      | Ref.  |
| ---- | -------------------------- | ------------------------------------- | ------------------------------------------ | ----- |
| 1978 | Dr. Strange                | Clea Lake                             | Como Eddie Benton Filme de televisão       | [ 3 ] |
| 1978 | Curva do homem morto       | Nancy                                 | Como Eddie Benton                          |       |
| 1978 | Prazer do assassino        | Primeira vítima - menina com cachorro | Como Eddie Benton                          |       |
| 1979 | A forma das Coisas por vir | Kim Smedley                           | Como Eddie Benton                          | [ 5 ] |
| 1980 | Waikiki                    | Centavo                               | Como Eddie Benton </br> Filme de televisão | [ 9 ] |
| 1980 | Noite de formatura         | Wendy                                 | Como Eddie Benton                          |       |
| 1981 | Colheita Selvagem          | Wendy                                 |                                            |       |
| 1981 | Os Boogens                 | Jessica Esford                        |                                            |       |
| 1981 | Halloween II               | Darcy Essmont                         | Não creditado                              |       |
| 1984 | Fugir                      | Hooker no Bar                         |                                            | [ 4 ] |
| 1996 | Twister                    | Escritor                              |                                            |       |

### Televisão
| Ano       | Título                        | Função              | Notas                               | Ref.   |
| --------- | ----------------------------- | ------------------- | ----------------------------------- | ------ |
| 1976      | Mulher Maravilha              | Junho               | Episódio: "Beauty on Parade"        |        |
| 1977      | As ruas de São Francisco      | Lisa Demming        | Episódio: "Once a Con"              | [ 3 ]  |
| 1977      | Rafferty                      | Nurse Koscinski     | 3 episódios                         |        |
| 1977      | Magic Mongo                   | Lola                | Episódio: "Duas Faces de Donald"    |        |
| 1978      | Interruptor                   | Jacy Young          | Episódio: "Photo Finish"            |        |
| 1979      | 240-Robert                    | Lauri               | Episódio: "Terremoto"               |        |
| 1979      | Time Express                  | Laureen Cole        | Episódio: "Rodeio / Policial"       |        |
| 1980      | BJ e o Urso                   | Deirdre             | Episódio: "BJ e a Bruxa"            | [ 10 ] |
| 1980      | Buck Rogers no século 25      | Stella Breed        | Episódio: "Twiki está desaparecido" |        |
| 1981      | As desventuras do xerife Lobo | Charlotte McGraw    | Episódio: "Continue Buckin '"       |        |
| 1983      | Os poderes de Matthew Star    | Roxanne             | Episódio: "fuga de cérebros"        |        |
| 1983      | TJ Hooker                     | Oficial Karen Hall  | Episódio: "Lady in Blue"            | [ 11 ] |
| 1984      | Os mais jovens                | Princípio vitoriano | Episódio: "Time"                    |        |
| 1984      | St. Elsewhere                 | Sra. Dowd           | Episódio: "A Hora das Crianças"     |        |
| 1982-1985 | Dias de nossas vidas          | Gwen Davies         | Série regular                       | [ 6 ]  |
| 1986      | Autoestrada para o céu        | Linda Blackwell     | Episódio: "Mudança de Vida"         | [ 4 ]  |
| 1986-1988 | Sledge Hammer!                | Dori Doreau         | 41 episódios                        |        |